# Syed Najibul Bashar Maizbhandari
Syed Najibul Bashar Maizbhandari est le président de la Bangladesh Tarikat Federation et le député sortant de la circonscription de Chittagong-2.

## Jeunesse
Maizbhandari est né le 2 décembre 1959, dans une famille musulmane bengalie de la tariqa Maizbhandaria, dans le district de Chittagong, au Pakistan oriental (aujourd'hui Bangladesh). Il a suivi sa scolarité jusqu'à l'obtention de son certificat d'enseignement secondaire supérieur.

## Carrière
Lors des élections générales de 1991 au Bangladesh, Maizbhandari a remporté un siège dans la circonscription de Chittagong-4 en tant que candidat de la Ligue Awami. Cependant, il s'est ensuite affilié au Parti nationaliste du Bangladesh. Il les a représentés en tant que candidat dans la même circonscription lors des élections générales de 2001, mais n'a pas remporté de siège.
Le 26 septembre 2005 Syed Najibul Bashar Maizbhandari, secrétaire aux affaires internationales du Parti nationaliste du Bangladesh (BNP) au pouvoir, démissionne du parti pour protester contre « l'inaction du gouvernement » à l'encontre du Jamaat-e-Islami (membre de la coalition au pouvoir à l'époque) qui, selon lui, a des liens directs avec les activités terroristes dans le pays. Le Daily Star, publié à Dacca, cite des rapports de police selon lesquels la centaine de militants arrêtés en 2005 dans le cadre des attentats à la bombe, y compris les explosions simultanées de 459 points dans 63 districts du Bangladesh en une seule journée — le 17 août — visant à instaurer un régime islamique dans le pays, appartenaient au Jamaat ou à ses différentes ailes, ou avaient travaillé avec eux auparavant,. La même année, il a fondé le parti politique Bangladesh Tarikat Federation qui a connu ses premières élections en 2008 avec 45 candidats mais aucun siège remporté au parlement,.
Le 5 janvier 2014, Maizbhandari a remporté un siège dans le Chittagong-2 en représentant son parti et a réussi à conserver ce siège à nouveau lors des élections générales bangladaises de 2018,. Il est le président de la Fédération du Bangladesh Tarikat, allié de la Ligue Awami.